# Tandjilé Ouest
Tandjilé Ouest er et af de to departementer, som udgør regionen Tandjilé i Tchad.
9°19′N 15°49′Ø / 9.31°N 15.81°Ø